# TT398
La tombe thébaine TT 398 est située à Cheikh Abd el-Gournah, dans la nécropole thébaine, sur la rive ouest du Nil, face à Louxor en Égypte.
C'est la tombe de Kamosé appelé Nentouaref, enfant du Kep, probablement à la XVIIIe dynastie.